# Popšica
Popšica (cyr. Попшица) – wieś w Serbii, w okręgu niszawskim, w gminie Svrljig. W 2011 roku liczyła 111 mieszkańców.